# NGC 6306
NGC 6306 ist eine 13,8 mag helle Balken-Spiralgalaxie vom Hubble-Typ SBab im Sternbild Drache am Nordsternhimmel. Sie ist schätzungsweise 142 Millionen Lichtjahre von der Milchstraße entfernt und hat einen Durchmesser von etwa 40.000 Lichtjahren. Gemeinsam mit NGC 6307 bildet sie das gravitativ gebundene Galaxienpaar Holm 769 oder KPG 504.
Im selben Himmelsareal befindet sich u. a. die Galaxie NGC 6310.
Das Objekt wurde am 8. Juli 1885 von Lewis A. Swift entdeckt.